# Tuzoia polleni
Tuzoia polleni ist eine ausgestorbene Art aus der Gattung Tuzoia mit unsicherer Stellung innerhalb der Gliederfüßer (Arthropoda).

## Merkmale
Tuzoia polleni hatte einen eiförmigen Umriss (Verhältnis Länge zu Höhe etwa 1,45 im Holotyp) und eine Panzerlänge von ca. 100 mm. Der obere Rand war gerade bis leicht konvex und hatte auf jeder Seite bis zu 7 Stacheln. Das vordere Rostrum war breit angelegt und leicht überhängend. Die Sehkerbe war flach ausgebildet. Das hintere Rostrum war ebenfalls breit angelegt und klein. Ein mittig und ein zur Bauchseite hin gelegener Stachel am hinteren Rand war vorhanden, wobei beide sehr kurz waren. Zwei weitere kleine Stacheln waren vorhanden. Am unteren Rand befanden sich weitere winzige Dornen. Die seitliche Erhöhung zwischen dem oberen und unterem Rand verlief schräg und hatte 7 bis 9 große dreieckförmige Stacheln. Die netzartige Struktur der Oberfläche zog sich über den gesamten Panzer und war an vereinzelten Stellen engmaschig.

## Fundorte
Die Art wurde in der Eager-Formation in British Columbia, Kanada und, wenn die Synonyme gelten, in Vermont, Pennsylvania und Nevada in den Vereinigten Staaten gefunden.

## Systematik
Die Art wurde 1929 von Charles Elmer Resser erstbeschrieben. Lieberman 2003 sieht T. getzi Resser, 1929, T. nitida Resser & Howell, 1938, T. nodosa Resser, 1929, T. spinosa Resser, 1929 und T. vermontensis Resser & Howell, 1938 als Synonyme von Tuzoia polleni an.